# 鍾承祺
鍾承祺（？—？），廣西省鬱林直隸州人，清朝政治人物、進士出身。
光緒十五年（1889年），参加光緒己丑科殿試，登進士二甲85名。同年五月，授内阁中书。